# United States Information Agency

Het United States Information Agency (USIA), dat bestond tussen 1953 en 1999, was een bureau van de Verenigde Staten dat zich bezighield met "publieke diplomatie". In 1999 werden de uitzendfuncties van USIA overgebracht naar de nieuw opgerichte omroepraad van gouverneurs en werden de uitvoerende functies die niet rechtstreeks te maken hadden met de omroep aan de nieuw opgerichte staatssecretaris voor openbare diplomatie en openbare zaken van het Amerikaanse ministerie van Buitenlandse Zaken gegeven. Het bureau was voorheen overzees bekend als de 'United States Information Service' (USIS).
President Dwight D. Eisenhower richtte in 1953 het 'United States Information Agency' op. De missie van de USIA was "to understand, inform and influence foreign publics in promotion of the national interest, and to broaden the dialogue between Americans and U.S. institutions, and their counterparts abroad". Het werd opgericht om de buitenlandse informatieprogramma's van de Amerikaanse overheid te stroomlijnen en effectiever te maken. Het 'United States Information Agency' was de grootste full-service public relations-organisatie ter wereld, die meer dan $ 2 miljard per jaar spendeerde om de opvattingen van de Verenigde Staten te toe te lichten en die van de Sovjet-Unie te verminderen, via ongeveer 150 verschillende landen. 